# Oddelek za primerjalno in splošno jezikoslovje, Filozofska fakulteta v Ljubljani
Oddelek za primerjalno in splošno jezikoslovje nastane leta 1919 pod imenom Seminar za primerjalno jezikoslovje. Leta 1988 dobi oddelek današnjo ime. Deluje v sklopu Filozofske fakultete Univerze v Ljubljani.

## Zgodovina
Oddelek je bil ob ustanovitvi univerze leta 1919 pod imenom Seminar za primerjalno jezikoslovje postavljen po vzoru srednjeevropskih filozofskih fakultet in je zajemal primerjalno slovnico in etimologijo indoevropskih jezikov ter jezikovne stike indoevropskega ozemlja s sosednjim. 
Predavanja in vaje iz indoevropskega primerjalnega jezikoslovja so začeli takoj leta 1919. Ker je za to stroko predvideni učenjak Karel Oštir izkoristil zadnja leta po prvi svetovni vojni še za študij v tujih knjižnicah (1918-1922 zlasti na Dunaju), je predavanja začasno prevzel znameniti slavist  Fran Ramovš. V začetku leta 1922 je kot docent primerjalno jezikoslovje začel predavati Karel Oštir, ki je leta 1932 postal redni profesor. Upokojil se je leta 1959. 
Seminar primerjalnega jezikoslovja je bil prvotno v Deželnem dvorcu. Leta 1941 se je preselil v četrto nadstropje NUK-a. V stavbi NUK-a je 29. januarja 1944 treščilo nemško letalo in zagorele so tudi skoraj vse knjige Seminarja za primerjalno jezikoslovje. Seminar je dočakal konec vojne s komaj kakimi 30 knjigami; nekaterih izgubljenih knjig se ni dalo nikoli nadomestiti. Leta 1961 se je seminar preselil v novo stavbo Filozofske fakultete na Aškerčevi, kjer je še danes.  
Leta 1951 je prof. dr. Viktor Korošec s Pravne fakultete, mednarodno znani strokovnjak za klinopisne vede, sklenil sporazum s Seminarjem za primerjalno jezikoslovje, da bosta profesorja Oštir in Korošec sodelovala pri skrbi in širjenju znanja za primerjalno jezikoslovje na eni strani in za klinopisne vede na drugi. Prof. Korošec je odtlej uvajal slušatelja Seminarja za primerjalno jezikoslovje v asirščino in babilonščino ter v hetitščino, kar je že bil celovit predmet Stara orientalistiko. Stara orientalistika je kljub nekaterim ugovorom postala samostojna študijska smer.  
Leta 1951 je postal asistent oddelka Bojan Čop, ki po upokojitvi prof. Oštirja leta 1959, prevzame predavanja iz indoevropske primerjalne slovnice s poudarkom na modernih usmeritvah. Leta 1990 se prof. Čop upokoji zaradi bolezni. V letih 1969-1975 je bil asistent Silvin Košak, leta 1972 se je kot asistentka na oddelku zaposlila Varja Cvetko (zdaj Varja Cvetko Orešnik). 1994 se ji je z enotretjinsko zaposlitvijo pridružil Marko Snoj (od 2004 izredni profesor), 1995 pa Metka Furlan (od 2000 izredna profesorica). Od 1985 do odselitve v tujino 1989 je bila asistenka Tamara Ditrich. Vlasta Pacheiner Klander je od 1989 do 2002 izvajala seminar iz stare indijščine, medtem ko je vaje istega predmeta 1991–1995 izvajala Klara Gönc Moačanin s Filozofske fakultete v Zagrebu. Od 1999 do 2024 je na oddelku kot pogodbena sodelavka predavala Simona Klemenčič. 
Po upokojitvi dr. Čopa je Stara orientalistika zamrla, saj se je edini habilitirani predavatelj, dr. Silvin Kolšak preseli v tujino. Namesto predmeta Stara orientalistika je bila leta 1988 uvedena študijska smer splošno jezikoslovje. Oddelek se preimenuje v Oddelek za primerjalno in splošno jezikoslovje ter orientalistiko, kmalu zatem pa dobi današnje ime Oddelek za primerjalno in splošno jezikoslovje. Učiteljska dela na novi smeri so prevzeli Janez Orešnik, Marija Golden, Albina Nećak Lük. Do leta 1999 je poučevala tudi doc. Tatjana Srebot Rejec. 
Oddelek je imel več lektoratov tujih jezikov. Najprej je nastal pod vodstvom Vladislava Jagodica leta 1961 lektorat arbščine s književnostjo. Po njegovi smrti leta 1983 je arabski lektorat leta 1984 prevzela Miljana Stankovič Arhivirano 2016-03-04 na Wayback Machine., ki izvaja intenzivni pouk klasične in pogovorne arabščine s književnostjo do vključno  konca študijskega leta 2013/2014. Z njeno upokojitvijo je arabski lektorat zamrl. V letih od 1961-1964 je Branko Perko vodil lektorat jezika hindi. Leta 1981 je bil ustanovljen lektorat kitajščine, ki ga je vodil Mitja Saje. Lektorat preneha delovati leta 1996 z ustanovitvijo Oddelka za azijske in afriške študije. Prav tako leta 1981 začne delovati lektorat madžarščine, ki ga vodijo lektorji, poslani iz madžarske države. Med letoma 1988-1994 je deloval lektorat albanščine, ki ga je vodil dr. Rexhep Ismajli. V študijskem letu 1994/1995 pa je deloval lektorat litovščine, ki ga je vodila Jelena Konicka iz Univerze v Vilnusu.  

## Študijski programi
Oddelek za primerjalno in splošno jezikoslovje izvaja dodiplomske in podiplomske študijske programe s področja primerjalnega jezikoslovja in splošnega jezikoslovja. Oddelek je pripravil tudi vrsto novih bolonjskih programov izmed katerih sta potrjena, univerzitetni dvodisciplinarni študijski program prve in druge stopnje splošnega jezikoslovja ter univerzitetni dvodisciplinarni študijski program prve stopnje primerjalnega jezikoslovja.

### Primerjalno jezikoslovje
Stari program:
Študij je trajal traja 4 leta ( 8 semestrov). Študij je bil dvopredmeten in z izbiro študijske povezave. Študent/študentka je že na začetku študija praviloma začrtal bodočo poklicno usmeritev. Študij se je končal z diplomsko nalogo in z ustnim diplomskim izpitom. Strokovni naziv, ki ga študent/študentka pridobil/pridobila je bil Univerzitetni diplomirani primerjalni jezikoslovec/ Univerzitetna primerjalna jezikoslovka. Diplomant primerjalnega jezikoslovja je bil načeloma usposobljen za delo v znanstvenoraziskovalnih institucijah kot FF, ZRC SAZU, študijske knjižnice ipd.
Bolonjski sistem traja od leta 2009/2010:
Prva stopnja (dvodisciplinarno)
Prvostopenjski dvodisciplinarni univerzitetni študijski program Primerjalno jezikoslovje traja 3 leta (6 semestrov). Po uspešno opravljenih študijskih obveznostih pridobi diplomantka oziroma diplomant študijskega programa strokovni naziv diplomirana primerjalna jezikoslovka (UN) in diplomirana ... (UN) oziroma diplomirani primerjalni jezikoslovec (UN) in diplomirani ... (UN), pri čemer je polni naslov odvisen od vsakokratnega individualnega izbora druge študijske discipline. 
Druga stopnja (dvodisciplinarno)
Drugostopenjski magistrski dvodisciplinarni študijski program Primerjalno jezikoslovje traja 2 leti (4 semestre). Po uspešno opravljenih študijskih obveznostih pridobi slušatelj/slušateljica študijskega programa strokovni naslov magistrica primerjalnega jezikoslovja in ... oziroma magister primerjalnega jezikoslovja in..., pri čemer je polni naslov odvisen od vsakokratnega individualnega izbora druge študijske discipline. 

### Splošno jezikoslovje
Stari program:
Študij je trajal 4 leta (8 semestrov). Priporočljive so bile povezave s študijem slovenščine, drugih jezikov in primerjalnega jezikoslovja ali povezave, ki so ustrezale specifični poklicni usmeritvi. Študij se je zaključil z diplomsko nalogo in z diplomskim izpitom. Strokovni naziv po koncu študija se je glasil, Univerzitetni diplomirani splošni jezikoslovec/ Univerzitetna diplomirana splošna jezikoslovka. Diplomant je dobil znanja iz glasoslovja, fonologije, oblikoslovje, skladnje in pomenoslovja. 
Bolonjski sistem traja od leta 2009/2010:
Prva stopnja (dvodisciplinarno)
Univerzitetni dvodisciplinarni študijski program 1. stopnje Splošno jezikoslovje traja 3 leta (6 semestrov). pridobljeni strokovni naslov je diplomirana splošna jezikoslovka (UN) in ... (okrajšano: dipl. spl. jezikosl. (UN) in ...) oziroma diplomirani splošni jezikoslovec (UN) in ... (okrajšano: dipl. spl. jezikosl. (UN) in...), pri čemer je polni naslov odvisen od vsakokratnega individualnega izbora druge študijske discipline. Študent/študentka, ki vpiše univerzitetni dvodisciplinarni študijski program 1. stopnje Splošno jezikoslovje, poleg njega izbere in vpiše še poljuben drug prvostopenjski dvodisciplinarni program Filozofske fakultete UL. Oba izbrana programa skupaj tvorita celoto. Programa sta v vseh pogledih enakovredna.  
Druga stopnja (enodisciplinarno)
Drugostopenjski magistrski študijski program Splošno jezikoslovje traja 2 leti (4 semestre). Program vključuje dve smeri: smer Teoretično jezikoslovje in smer Jezik, družba, identiteta. Pridobljeni strokovni naslov je magister/magistrica splošnega jezikoslovja (mag. spl. jezikosl.). 
Druga stopnja (dvodisciplinarno)
Drugostopenjski magistrski dvodisciplinarni študijski program Splošno jezikoslovje traja 2 leti (4 semestre). Program vključuje dve smeri: smer Teoretično jezikoslovje in smer Jezik, družba, identiteta. Pridobljeni strokovni naslov je magister/magistrica splošnega jezikoslovja in ... (okrajšano: mag. spl. jezikosl. in ...), pri čemer je polni naslov odvisen od vsakokratnega individualnega izbora druge študijske discipline. Študent/študentka, ki vpiše drugostopenjski dvodisciplinarni magistrski študijski program Splošno jezikoslovje, poleg njega izbere in vpiše še poljuben drug drugostopenjski dvodisciplinarni program Filozofske fakultete UL. Oba izbrana programa skupaj tvorita celoto. Programa sta v vseh pogledih enakovredna. 

## Organiziranost
- katedra za primerjalno jezikoslovje
- katedra za splošno jezikoslovje
- arabski lektorat
- lektorat madžarščine

## Dejavnosti na oddelku
- Lingvistični krožek
- Jezikoslovna olimpijada
- Jezikoslovnica
- Naravna skladnja [3]

## Predstojniki
- 1922-1958 Karel Oštir
- 1962-1984 Bojan Čop
- 1984-1986 Varja Cvetko Orešnik
- 1986-1990 Bojan Čop
- 1990-2004 Janez Orešnik
- 2004-2008 Albina Nećak Lük
- 2009-2010 Janez Orešnik
- 2010-2015 Varja Cvetko Orešnik
- 2015- ? Tatjana Marvin
- Luka Repanšek

## Knjižnica
Urnik izposoje (v R3BI):
- ponedeljek-petek: 11.00-13.00
- sreda tudi: 15.00-17.00

Vodja knjižnica: mag. Ana Mehle, bibl. spec. 
Telefon: 01 241 1430
Elektronski naslov: ana.mehle@ff.uni-lj.si
Knjižnični fond obsega 16.215 izvodov. Knjižnica prejema 8 rednih naslovov periodike. Med knjižničnim gradivom je veliko darov. Večino naslovov ima samo v enem izvodu, saj so knjige s tega področja zelo drage, študentov, profesorjev in znanstvenikov, ki obiskujejo to knjižnico, pa je sorazmerno malo. Vsebinsko knjižnica hrani in izposoja predvsem osnovno obvezno literaturo za študente Oddelka za primerjalno in splošno jezikoslovje in znanstvena dela s področja indoevropskega primerjalnega jezikoslovja, splošnega jezikoslovja, stare orientalistike oziroma hetitologije. Poudarek je tudi na zbirki, ki podpira madžarski lektorat. 
Oddelek je med letoma 2000 in 2001 prejel veliki knjižni darili: 
- osebno knjižnico znamenitega jezikoslovca akad. Bojana Čopa in
- osebno hetitološko knjižnico dr. Silvina Košaka [3]